# مناطق اليونان القديمة

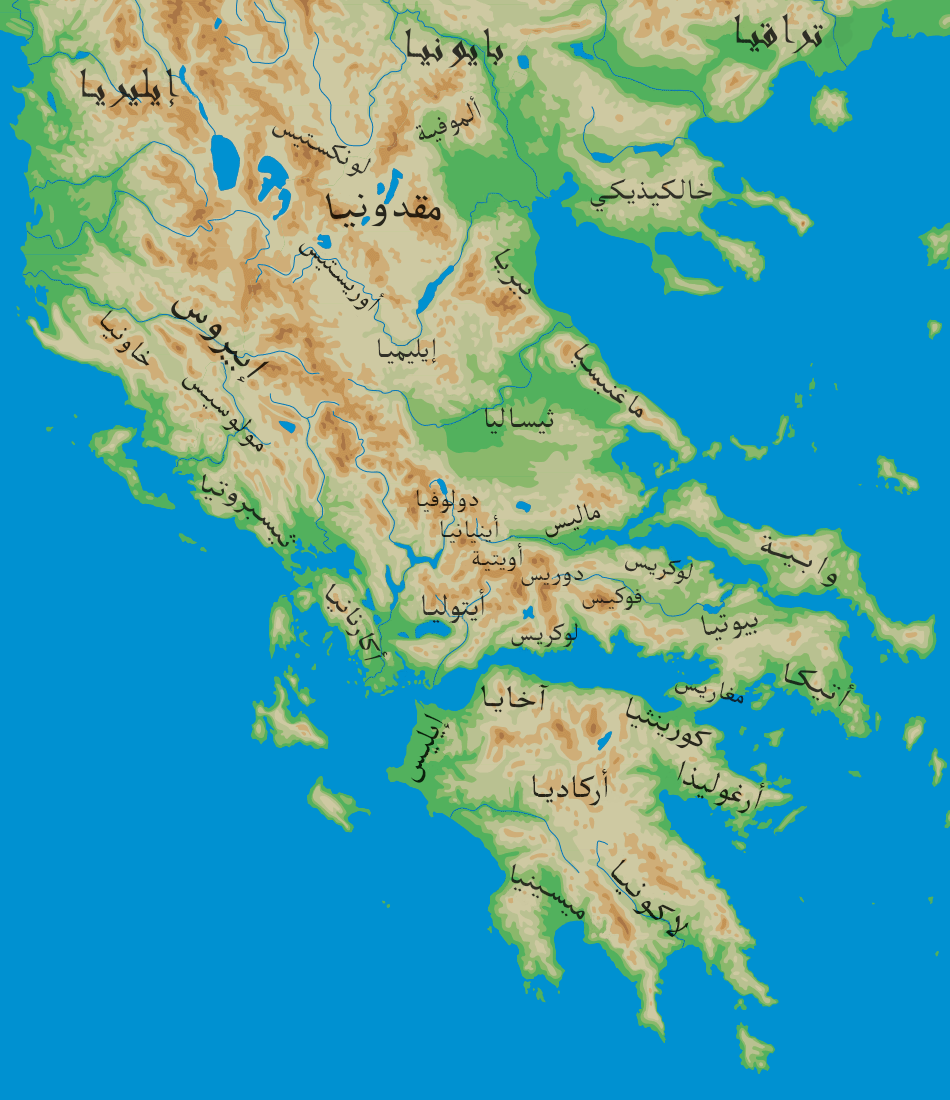
خريطة تُظهر كبرى مناطق اليونان القديمة

كانت مناطق اليونان القديمة هي المناطق التي حددها الإغريق القدماء كتقسيمات جغرافية للعالم الإغريقي. هذه المناطق موصوفة في أعمال المؤرخين والجغرافيين القدماء، وفي أساطير وخرافات الإغريق القدماء أيضًا.
من الناحية النظرية، لا يوجد أساس واضح لهيكلة هذه المناطق. يمكن اعتبار بعضها، وخصوصًا مناطق البيلوبونيز، وحدات طبيعية أرضية في المقام الأول، محددة بالحدود الطبيعية مثل سلاسل الجبال والأنهار. احتفظت هذه المناطق بهويتها، حتى عندما تغيرت هوية الأشخاص الذين يعيشون فيها خلال العصور المظلمة اليونانية (أو على الأقل، التي تصورها الإغريق أنها تغيرت). بالمقابل، لا يمكن فهم تقسيم وسط اليونان بين بويتيا، وفوسيس، ودوريس، والأجزاء الثلاثة من لوكريس على أنه تقسيم معتمد على الحدود الطبيعية، وبدلاً من ذلك يبدو أنه يتبع الانقسامات القبلية القديمة. وبالرغم من ذلك نجت هذه المناطق أيضًا من الاضطرابات التي حدثت في العصور المظلمة اليونانية، ما يدل على أنها اكتسبت دلالات سياسية أقل. خارج بيلوبونيز ووسط اليونان، تغيرت الانقسامات الجغرافية والهويات مع مرور الزمن، ما يشير إلى وجود صلة أوثق بالهوية القبلية في هذه المناطق. مع مرور الوقت، اكتسبت جميع المناطق أيضًا دلالات جغرافية سياسية، وأصبحت الهيئات السياسية التي توحّد مدن المنطقة (مثل رابطة أركاديان) شائعة في الفترة الكلاسيكية.
تشكّل هذه التقسيمات الفرعية التقليدية لليونان الأساس للنظام الحديث للوحدات الإقليمية في اليونان حاليًا. ومع ذلك، هناك اختلافات مهمة عما كان سابقًا، والعديد من المناطق القديمة الأصغر غير موجودة في النظام الحالي.

## وسط اليونان
كانت اليونان القاريّة (وما تزال) منطقة جغرافية في اليونان، وعاد تُسمى المنطقة باللغة الإنجليزية بوسط اليونان، أما المصطلح اليوناني المكافئ (كينتريكي إيلادا) فنادرًا ما يُستَخدم.

### أكارنانيا
أكارنانيا هي منطقة تقع في غرب وسط اليونان على طول البحر الأيوني، غرب إيتوليا، ويحدّها نهر أخيلوس، وإلى الشمال من خليج كاليدون، الذي يُعد مدخلًا لخليج كورينث. وتشكل حاليًا الجزء الغربي من الوحدة الإقليمية لإيتوليا أكارنانيا. كانت تارتوس هي العاصمة، والمدينة الرئيسية لها في العصور القديمة. كان يُعتبر الجانب الشمالي من أكارنانيا من خليج كورينث جزءًا من إبيروس.
يُنسَب إنشاء أكارنانيا في الأساطير اليونانية تقليديًا إلى أكارنان ابن ألميون.

### إينيانا
كانت إينيانا أو إينيس منطقة صغيرة إلى الجنوب من ثيساليا (والتي كانت تعتبر في بعض الأحيان جزءًا منها). ارتبطت منطقتا إينيانا وأويتيا بسبب قربهما من بعضهما، فكلتاهما موجودتان في وادي نهر سبيركيوس، إينيانا في المنطقة السفلية إلى الشمال، أما أويتيا في المنطقة العلوية جنوب النهر. تشكلت الحدود بين هاتين المنطقتين بواسطة أرض مرتفعة بشكل قوس تمتد غربًا من جبل أويتا إلى جبل تيمفريستوس، ومن الشمال إلى منابع سبيرشيوس، ومن الشرق إلى المنطقة الغربية لجبل أوتريس. تمتد الحدود مع ماليس في وادي سبيرشيوس من الشمال إلى الجنوب على طول أويتا إلى المنطقة الغربية من أوثريس.

### إيتوليا
يفصل نهر أخيلوس إيتوليا عن أكارنانيا في الغرب. ويحدّها من الشمال إبيروس وثيساليا. ومن الشرق أوزاليان لوكريانز، ومن الجنوب يحدد مدخل خليج كورنثيا حدود إيتوليا. في الفترات الكلاسيكية تألّفت إيتوليا من جزأين، هما إيتوليا القديمة في الغرب، التي امتدت من أخيلوس إلى إيفينوس وكاليدون، وإيتوليا الجديدة في الشرق، التي تمتد من إيفينوس، وكاليدون، إلى أوزوليان لوكريانس. تحتوي البلاد على مناطق ساحلية مثمرة، لكن مناطقها الداخلية ذات بيئة جبلية، وغير منتجة. ويوجد في الجبال العديد من الوحوش البرية، التي اكتسبت شهرة في الأساطير اليونانية.